# 사지다 탈파

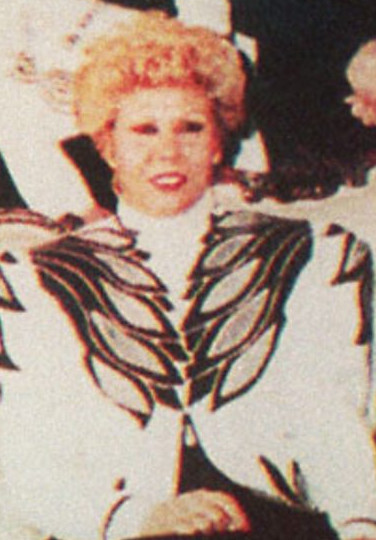
사지다 카이랄라 탈파

사지다 카이랄라 탈파(아랍어: ساجدة خيرالله طلفاح, 1937년 6월 24일 ~ 2024 ? )는 사담 후세인 전 이라크 대통령의 첫 부인이다. 카이랄라 탈파의 첫째 딸이다.
사담 후세인이 사망한 이후 요르단의 어딘가에 숨어서 은둔 생활을 하고 있다. 큰딸인 라가드 후세인은 보석 세공으로 번 돈을 이라크 레반트 이슬람 국가의 자금으로 대준 혐의로 인터폴에 적색 수배된 상태이다.